# 鴻上尚史と里田まいのサンデー・オトナラボ
JT presents 鴻上尚史と里田まいのサンデー・オトナラボ（ジェイティープレゼンツこうがみしょうじとさとだまいのサンデーオトナラボ）は2008年10月5日から2012年3月25日までの間、毎週日曜日の12:00 - 13:00 (JST) にニッポン放送で放送されていたラジオ番組。

## 概要
前週まで日曜日夜に放送されていた「JT presents 週刊!オトナ塾」の出演者里田まい、石原壮一郎に鴻上尚史を加え、リニューアルした。パーソナリティの鴻上と里田は、冒頭で「オトナ○年生」と自己紹介する。毎週水曜日にはポッドキャストで「石原教授のワンポイントアドバイス」が配信されている。2010年春期の聴取率調査で時間帯聴取率1位を獲得。2011年9月25日をもって里田が卒業し、10月2日から岡本玲が出演したが、2012年3月25日、3年半の放送に幕を下ろした。

## 出演者
- パーソナリティ：鴻上尚史（所長）・岡本玲（研究員）
- コメンテーター：石原壮一郎（教授）
- 過去の研究員：里田まい

## コーナー
- 研究課題発表
- 石原壮一郎のお悩み相談クリニック
- 鴻上尚史の心の障子はりかえます
- 里田まいのサンデーオトメラボ
- 究極のオトナの選曲
- 究極のオトナの選択